# Kurugodu
Kurugodu är en ort i Indien.   Den ligger i distriktet Bellary och delstaten Karnataka, i den södra delen av landet, 1 500 km söder om huvudstaden New Delhi. Kurugodu ligger 453 meter över havet och antalet invånare är 17 379.
Terrängen runt Kurugodu är platt. Runt Kurugodu är det tätbefolkat, med 476 invånare per kvadratkilometer. Det finns inga andra samhällen i närheten. Trakten runt Kurugodu består till största delen av jordbruksmark.